# ERF

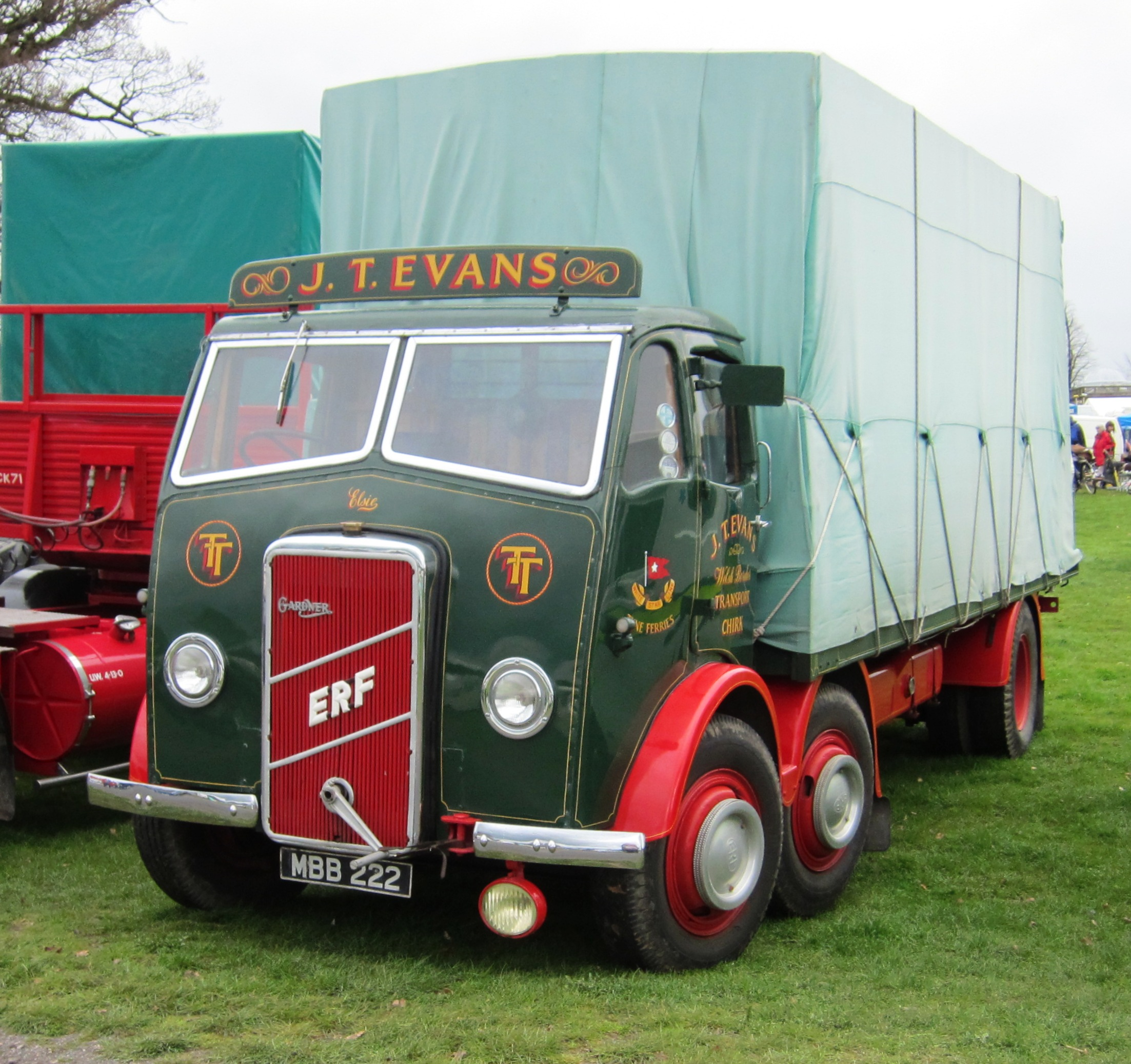
ERF vrachtwagen uit 1947 met een Gardner dieselmotor

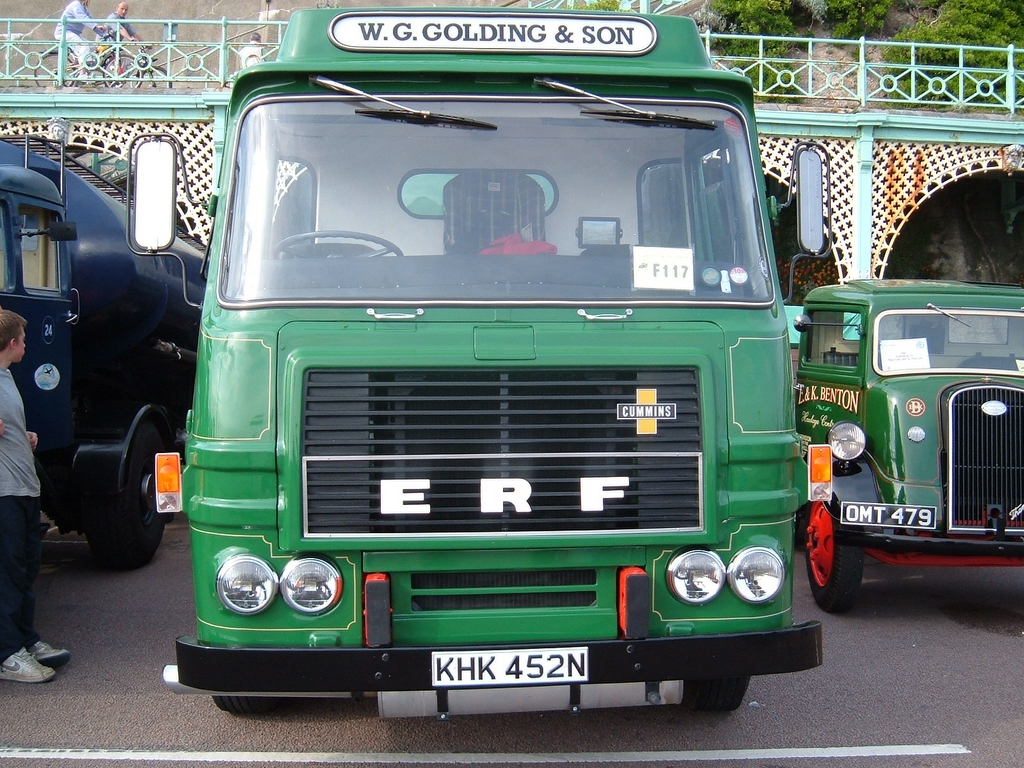
Vrachtwagen van de ERF A-serie uit 1975

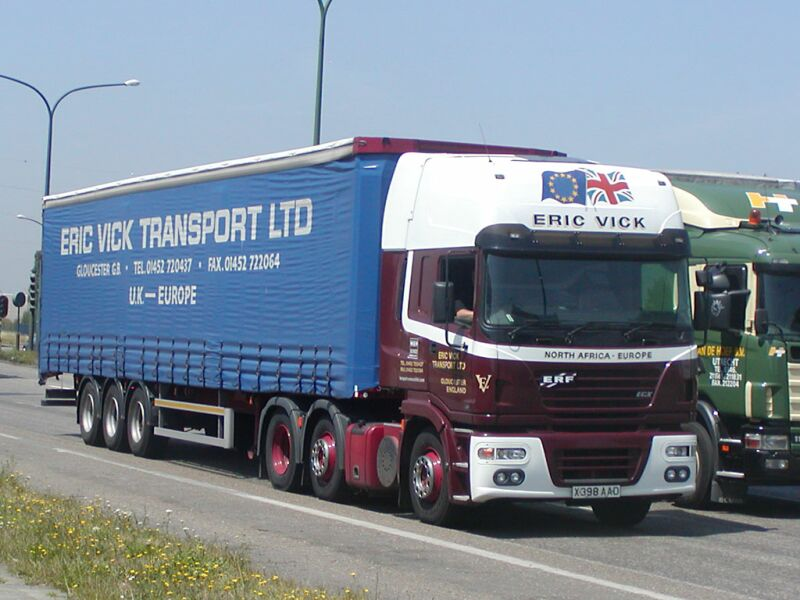
Britse ERF truck in Antwerpen, 2003.

ERF was een Brits vrachtwagenmerk en maakt sinds 2000 onderdeel uit van het Duitse concern MAN AG.
ERF, de initialen van Edwin Richard Foden, werd in 1933 opgericht. Foden had het gelijknamige bedrijf, opgericht door zijn vader verlaten, omdat hij geloofde dat de toekomst van vrachtauto's in dieselmotoren zat, in tegenstelling tot Foden dat in stoom bleef volharden.
In 1993 werd de EC serie nog uitgebracht, dit was het laatste model uit eigen ontwerp. In 1996 werd het merk overgenomen door Western Star, welke het verkocht aan MAN in 2000. ERF bleek financieel in zwaar weer te zitten, en MAN sleepte Western Star voor de rechter. De zaak werd gewonnen door MAN. 
Na de overname in 2000 werden de ERF modellen volledig gebaseerd op de voertuigen van MAN. De ERF klanten kregen nog wel de optie om te kiezen uit Cummins of MAN dieselmotoren. In 2002 werd de productie van voertuigen in Middlewich gestaakt. De MAN fabriek in Salzburg nam de laatste Britse activiteiten over. 

## Naslagwerken
- (en)  Dai Davies, ERF: The Inside Story, 2009. Uitgeverij: Truck & Bus SA, ISBN 978-0620421447
- (en)  Peter Foden, 60 Years On: The Story of ERF, A British Commercial Vehicle Manufacturer, 1995, ISBN 0952213605 of ISBN 978-0952213604

- Virtual International Authority File: 143806584